# 메달 오브 아너 (1999년 비디오 게임)

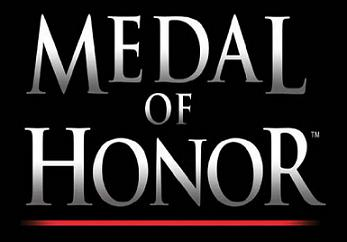

메달 오브 아너(Medal of Honor)는 미국의 최고의 훈장의 이름을 따서 드림웍스 인터렉티브가 제작한 1인칭 슈팅 게임으로 메달 오브 아너 시리즈의 시초이다. 1999년 11월 10일 플레이스테이션용 게임으로 발매된 이 게임은 영화감독 “스티븐 스필버그”가 총 지휘를 맡았다.
한창 개발중이었던 1998년에 공개된 트레일러 동화상에 의하면 폭발성 무기로 적을 죽일 경우, 신체가 훼손되는 현실성을 추구한 것이 엿보인다. 그러나 이것은 잔혹한 표현이였므로 정식판에서는 신체의 훼손을 대신하여 신체 부위에 따른 데미지로 바꾸었고, 이 요소는 후속작들에도 이어졌다.
메달 오브 아너는 원래 두개로 나뉘지 않고 플레이스테이션에서 계속하여 제작될 예정이었다. 그러나 PS의 사양이 오마하 해변 상륙 작전을 표현하기에 무리였으므로 훗날에 나올 새로운 플랫폼으로 미루었고, 2002년 후속편인 메달 오브 아너:프론트라인에서 첫 미션으로서 플레이해볼 수 있다.

## 줄거리
항공 수송단(Air Transport Corps)소속의 24세의 젊은 제임스 "지미" 페터슨 중위(Lt. James "Jimmy" Patterson)는 D-day 하루전, C-47 수송기를 몰고 공수부대원들의 강하를 위해 프랑스 상공을 비행하고 있다. 나쁜 기상조건, 막막한 시야확보에 독일군의 대공사격 속에서도 무사히 마지막 공수대원이 뛰어내리는 순간, 페터슨의 C-47은 독일군의 전투기에 의해 꼬리부분과 엔진이 피격돼 불이 붙어 곧바로 추락한다. 추락 직전 수송기에서 뛰어내려 다행히 목숨을 건진 그는 권총과 반자동 소총 그리고 약간의 수류탄만으로 무장을 한 채 흩어진 아군을 찾아 임무를 성공시키고 탈출해야 한다.

## 평가
| 평가 |        |
| --- | ------ |
| 통합 점수 통합사 점수 메타크리틱 92/100 [ 2 ] 평론 점수 평론사 점수 올게임 [ 3 ] 에지 8/10 [ 4 ] EGM 9/10 [ 5 ] 게임 레볼루션 A− [ 6 ] 게임팬 79% [ 7 ] 게임프로 [ 8 ] 게임스팟 8.5/10 [ 9 ] IGN 9.3/10 [ 10 ] OPM (US) [ 11 ] PSM [ 12 ] The Cincinnati Enquirer [ 13 ] |        |
| 통합 점수 |        |
| 통합사 | 점수   |
| 메타크리틱 | 92/100 |
| 평론 점수 |        |
| 평론사 | 점수   |
| 올게임 | [ 3 ]  |
| 에지 | 8/10   |
| EGM | 9/10   |
| 게임 레볼루션 | A−     |
| 게임팬 | 79%    |
| 게임프로 | [ 8 ]  |
| 게임스팟 | 8.5/10 |
| IGN | 9.3/10 |
| OPM (US) | [ 11 ] |
| PSM | [ 12 ] |
| The Cincinnati Enquirer | [ 13 ] |

## 같이 보기
- 메달 오브 아너 시리즈